# Take the “A” Train
Take the “A” Train ist ein von Billy Strayhorn 1939 komponierter und getexteter Jazzstandard, der vom Duke Ellington Orchestra ab 1941 als Erkennungsmelodie verwendet wurde. Das Stück wurde zu „einem Symbol der Swing-Ära“. Es kombiniert den treibenden Swing der Duke Ellington Band der 1940er Jahre mit der selbstbewussten Gewandtheit von Ellington und der afroamerikanischen Elite in Harlem.

## Entstehungsgeschichte
Der Titel bezieht sich auf die Linie A der New York City Subway, die seit 1936 von Brooklyn über Lower Manhattan nach Harlem führt. Angeblich schrieb Strayhorn das Stück 1939 als Geschenk für Duke Ellington, nachdem dieser ihm seine Adresse in New York gegeben und ihm geraten hatte, die Linie A in Richtung Harlem zu nehmen. Er berichtete kurze Zeit nach seinem Besuch bei Ellington in New York einem Reporter aus Pittsburgh: „Ich werde für Duke arbeiten. Ich spielte ihm dieses A-Train vor und es gefiel ihm. Ich ziehe nach New York.“

## Aufbau
Das Stück ist in einer Dur-Charakteristik gehalten und in der  AABA-Form geschrieben. Es wirkt zu Beginn sehr majestätisch, obgleich der A-Teil harmonisch mit seinen sechs Sextsprüngen und zwei Quarten melodisch sehr avanciert ist. Im B-Teil sind mehrere Septen und Quinten enthalten. Der Text wurde im Laufe der Jahre mehrfach abgewandelt.

## Wirkungsgeschichte
Im Jahr 1941 benötigte Ellington nach einem Streit zwischen der Verwertungsgesellschaft ASCAP und verschiedenen Radiosendern ein neues Programm, da er mehrere Nächte in der Casa Manana in Los Angeles spielte und das Programm live übertragen wurde. Strayhorn holte für dieses Programm seine Melodie von 1939 hervor und arrangierte sie für das Ellington-Orchester. Die Melodie wurde von Ellington und seinem Orchester am 15. Februar eingespielt. Im Juli kam das Stück in die Hitparade, wo es sieben Wochen blieb und bis auf Platz elf aufstieg. Es ersetzte die bisherige Erkennungsmelodie (Sepia Panorama). Ellington nahm das Stück immer wieder auf, so in einer kammermusikalischen Version mit Ellington am Klavier, Strayhorn an der Celesta und Oscar Pettiford am Cello, mit dem Orchester und Betty Roche (1952) oder mit Ella Fitzgerald und Dizzy Gillespie (1957). Auf dem Album Duke Ellington and John Coltrane spielen die beiden Musiker ein Stück namens Take The Coltrane, das auf dem Standard aufbaut.
Bereits 1943 wurde das Stück von anderen Interpreten übernommen; zunächst wurde es vom Vokalensemble The Delta Rhythm Boys gesungen.
Ella Fitzgerald verwendete Take the A Train oft als Eröffnungsstück in ihren Konzerten. Unterschiedlichste Musiker wie Louis Jordan, Yusef Lateef, Sun Ra, Ran Blake, Joe Henderson, Jimmy Rowles (Plays Duke Ellington and Billy Strayhorn, 1981), Bobby McFerrin (Solo auf The Voice), das World Saxophone Quartet oder Canadian Brass folgten. Die Radiosendung Voice of America Jazz Hour von Willis Conover nutzte es als Erkennungsmelodie. Welche Bedeutung die Komposition für den Modern Jazz besitzt, machte Charles Mingus deutlich, als er 1960 in die Melodie das Thema von „Exactly Like You“ kontrapunktisch einwob.
Im Jahre 1999 wurde das Stück vom National Public Radio als eines der hundert bedeutendsten amerikanischen Musikstücke des zwanzigsten Jahrhunderts in die NPR 100 aufgenommen.
Thomas Kerstan nahm das Lied 2018 in seinen Kanon für das 21. Jahrhundert auf, einer Auswahl von Werken, die seines Erachtens „jeder kennen sollte“.

### Verwendung in Filmen
Das Stück fand in den folgenden Spiel- und Musikfilmen Verwendung:
- Reveille with Beverly (1943, Bette Roche, The Duke Ellington Orchestra)
- Paris Blues (1961, Duke Ellington)
- Mingus (1968, Charles Mingus)
- Let’s Spend the Night Together (1982, Duke Ellington and His Orchestra)
- In the Mood aka The Woo Woo Kid (1987)
- Radio Days (1987, Duke Ellington and His Famous Orchestra)
- For Love or Country: The Arturo Sandoval Story (2000, Irakere)
- Catch Me If You Can (2002)
- Der Schaum der Tage (L'Écume des jours) (2013)

### Verwendung auf der Bühne
- Jump for Joy (1941, Duke Ellington and His Orchestra)
- Bubbling Brown Sugar (1976), Broadway Musical
- Sophisticated Ladies (1981, Phyllis Hyman, Gregory Hines) Broadway Musical
- Play On! (1997, Cheryl Freeman) Broadway Musical

### Verwendung in Videospielen
- GTA IV  (2008) im (Auto-)Radio